# Sansepulcrismo
El término sansepulcrismo (Sansepolcrismo) se utiliza para referirse al período histórico en que nace el movimiento fascista en Italia, es decir que comienza con los principios expuestos por Benito Mussolini en el acto fundacional de los Haces Italianos de Combate del 23 de marzo de 1919, en la plaza del Santo Sepulcro (San Sepolcro) de Milán, publicados al día siguiente en el diario Il Popolo d'Italia.

## El "Fascio primigenio"
El 2 de marzo de 1919 apareció en el diario Il Popolo d'Italia un inserto en el que se anunciaba una reunión programática para el día 23 del mismo mes en Milán. Las primeras adhesiones no tardaron en llegar. El 4 marzo llegaron desde Génova los primeros apoyos por parte del Haz de las víctimas de la guerra "Italia Redenta" y del Círculo "Pensamiento y Acción". A continuación, otras muchas asociaciones "combatientes" de toda Italia apoyaron el encuentro y hubo cerca de 500 adhesiones a título individual. El comunicado volvió a aparecer el 9 marzo en el mismo diario: «El 23 de marzo se va a crear el "antipartito" y surgirán los Haces Italianos de Combate, que harán frente a dos peligros: lo odioso de la derecha y lo destructivo de la izquierda».
La noche del 21 de marzo de 1919, en los locales de la Asociación de Comerciantes de plaza del Santo Sepulcro 9 (Palacio Castani) se fundó oficialmente el Haz de Combate de Milán, denominado "Haz primigenio". Al término de la primera reunión se formó la primera junta directiva, compuesta por Benito Mussolini, Ferruccio Vecchi, Enzo Ferrari, Michele Bianchi, Mario Giampaoli, Ferruccio Ferradini y Carlo Meraviglia. Se estableció además que el acto del 23 habría de ser presidido por el capitán Ferruccio Vecchi y para el puesto de secretario fue nombrado Michele Bianchi.

## Fundación de los Haces de combate

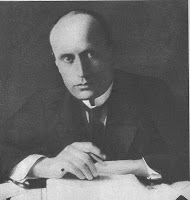
Mussolini en 1919.

En los días precedentes se sucedieron voces que imputaban a la Guardia Roja la intención de impedir el congreso. La noche precedente empezaron a confluir parte de los convocados en Milán, casi todos excombatientes, pero la mañana del 23 de marzo la plaza del Santo Sepulcro se encontraba tranquila, según reconocen Giampaoli y Meraviglia que habían llegado expresamente con antelación para informar de la situación.
La reunión del 23 marzo, inicialmente destinada a ejercerse al Teatro dal Verme, vista la participación inferior a las expectativas, se celebró en la sala de reuniones del Círculo de la Alianza Industrial, sito en el Palacio Castani, en la plaza de Santo Sepulcro de Milán, puesta a disposición del presidente del Círculo empresarial, el empresario y conocido masón Cesare Goldmann, que había financiado el diario Il Popolo d'Italia y que asistió al congreso. El primero en tomar la palabra fue Ferruccio Vecchi, que en calidad de presidente de la asamblea abrió la reunión, seguido por el teniente Enzo Agnelli, que dio saludos al Haz de Milán, fundado dos días antes.
La primera intervención programática fue de Benito Mussolini, que expuso a grandes rasgos los tres puntos fundamentales del nuevo movimiento, resumidos al día siguiente en el diario Il Popolo d'Italia:

«I. L'adunata del 23 marzo rivolge il suo primo saluto e il suo memore e reverente pensiero ai figli d'Italia che sono caduti per la grandezza della Patria e per la libertà del Mondo, ai mutilati e invalidi, a tutti i combattenti, agli ex prigionieri che compirono il loro dovere, e si dichiara pronta a sostenere energicamente le rivendicazioni d'ordine materiale e morale che saran propugnate dalle associazioni dei combattenti
II. L'adunata del 23 marzo dichiara di opporsi all'imperialismo degli altri popoli a danno dell'Italia e all'eventuale imperialismo italiano a danno di altri popoli; accetta il postulato supremo della Società delle Nazioni e presuppone l'integrazione di ognuna di esse, integrazione che per quanto riguarda l'Italia deve realizzarsi sulle Alpi e sull'Adriatico colla rivendicazione e annessione di Fiume e della Dalmazia
III. L'adunata del 23 marzo impegna i fascisti a sabotare con tutti i mezzi le candidature dei neutralisti di tutti i partiti»
(Diario Il Popolo d'Italia del 24 marzo 1919.)

 Después de Mussolini intervino Filippo Tommaso Marinetti, que invitó a los presentes a contrastar las ideas del Partido Socialista, al que acusó de asaltar la nación (era el periodo del Biennio rosso), exigiendo «mayor justicia social» para las multitudes obreras. Siguió una breve intervención de Mario Carli, que transmitió la adhesión de los Haces de Roma, Florencia, Perugia y Taranto. Los puntos propuestos por Mussolini, sometidos a votación, fueron aprobados por unanimidad. La asamblea fue suspendida para almorzar y se retomaron los trabajos por la tarde. 
Iniciada la sesión, Celso Morisi presentó un nuevo punto del orden del día, aprobado por aclamación, en apoyo a los obreros de la Dalmine y de Pavia, que a pesar de estar de huelga y habiendo ocupado las fábricas, habían sin embargo continuado el trabajo. Siguieron luego las intervenciones de Malusardi y de Giovanni Capodivacca, que pidió «dar un contenido exacto a la acción fascista» y especialmente «defender con urgencia la asistencia a las víctimas de la guerra». La intervención de Capodivacca provocó ulteriores puntualizaciones de Mussolini que cogió nuevamente la palabra para exponer las bases del corporativismo y anticipando la constitución de la Cámara de los Haces y de los Gremios.
 
Intervinieron a continuación numerosos oradores, entre los que destacaron Luigi Razza y Giovanni Marinelli. Michele Bianchi hizo la única intervención crítica de la jornada, subrayando que «Todo lo que la sociedad actual contiene de obstáculo para el mantenimiento social habrá de eliminarse. Perfectamente de acuerdo. Tan solo que, antes de su eliminación, habremos de crear el organismo, el sistema, el engranaje para poner en el lugar de aquello que queremos deshacer».

## Bases ideológicas

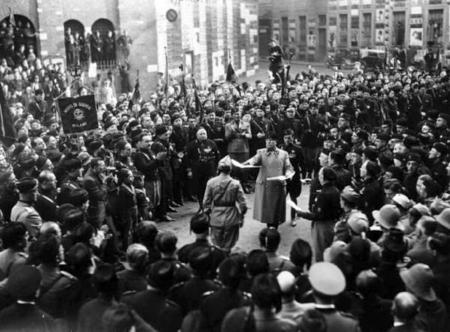
Plaza del Santo Sepulcro de Milán durante una parada de camisas negras, militares y balillas. Imagen de 1919.

Basta leer los principios declarados por Mussolini para saber que el objetivo del líder no era otro que crear la "tercera vía" entre la derecha monárquica y la izquierda marxista, desarrollando la nueva teoría del Hombre nuevo. El historiador Emilio Gentile recuerda cómo la expresión "movimiento fascista" ya fue utilizada en 1915 en el diario Il Popolo d'Italia, definida como «una asociación de tipo nuevo, el antipartido, formado por espíritus libres de militantes políticos que rechazaban los vínculos doctrinales y organizativos de un partido». El movimiento fascista de Mussolini propugnaba una revolución nacional que llevara al gobierno de la nación una nueva clase dirigente formada principalmente por los mutilados y las víctimas de la Primera Guerra Mundial, presentes de manera trasversal en todos los partidos. Junto a reivindicaciones radicales como el republicanismo, el antiparlamentarismo y el anticlericalismo, que le haría superar por la izquierda al PSI, el objetivo inmediato de los Haces de combate eran las reivindicaciones irredentistas de las regiones de Rijeka y de Dalmacia, perdidas por Italia en 1919, y la oposición, a veces violenta, a los socialistas y a los bolcheviques, que estaban a la cabeza de innumerables huelgas y agitaciones obreras, a menudo violentas, en los años 1919-1920, periodo conocido como Bienio rojo, que cruzó buena parte de Europa. Esta contraposición violenta y la llamada a la acción directa dio vida al fenómeno italiano del squadrismo.
Los destinatarios del mensaje fascista fueron en primer lugar los desencantados del mensaje de la izquierda, para los que utilizaban argumentos como "socializar" los medios de producción, las llamadas a una "verdadera revolución", las referencias a un "movimiento social", a "subvertir el Estado" para alcanzar un "Estado social" de "verdadera justicia". Los Haces de Combate también querían llegar a los futuristas y otros jóvenes vanguardistas, los ex arditi, los republicanos y los sindicalistas revolucionarios, con un lenguaje directo, diferente al de los partidos tradicionales, que entre otras cosas habían traído la guerra y la hecatombe económica.
La mayor parte de los Arditi se adhirieron al fascismo desde sus inicios. De hecho, el presidente de la asamblea inaugural de Milán fue el capitán Ferruccio Vecchi, arditi como otros muchos jefes fascistas, entre los cuales podemos citar a Giuseppe Bottai o Mario Carli.

### El programa deSan Sepolcro

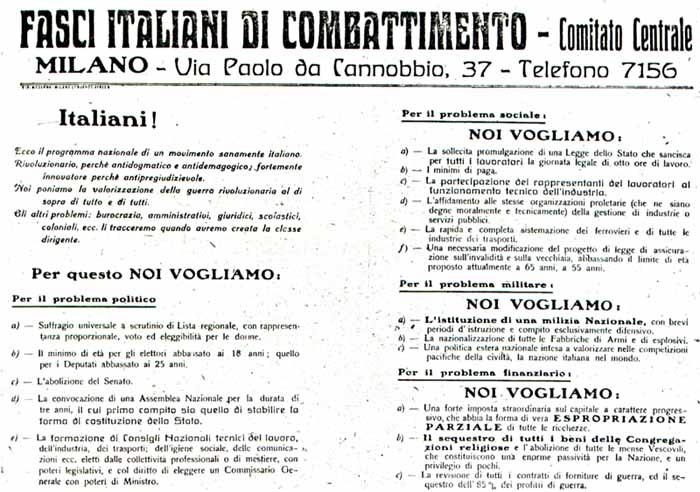
Manifiesto de los Haces Italianos de Combate publicado en Il Popolo d'Italia el 6 junio de 1919.

- «Se noi abbiamo scelto questa strada è segno che ci sono nella nostra storia, nel nostro sangue, degli elementi e dei fermenti di grandezza, poiché se ciò non fosse noi oggi saremmo l'ultimo popolo del mondo [...]»
- «dichiara di opporsi all'imperialismo degli altri popoli a danno dell'Italia e all'eventuale imperialismo italiano a danno di altri popoli [...]» y sindacaliste (UIL), esto para la aportación de Alceste De Ambris y Mussolini y en parte obtenida del manifiesto del Partido Político Futurista:[19][20]

- «se la borghesia crede di trovare in noi dei parafulmini, s'inganna».
- «Bisogna perciò accettare i postulati delle classi lavoratrici...anche perché vogliamo abituare le classi operaie alla capacità direttiva delle aziende».
- «Per quello che riguarda la democrazia economica, noi ci mettiamo sul terreno del sindacalismo nazionale e contro l'ingerenza dello Stato».

En el 1936 el Partido Comunista de Italia tratando de recuperar los "hermanos en camisa negra" se declaró dispuesto a hacerlo propio.
ES notable que inicialmente los Haces, estando al programa de Sansepolcro, no fueran propiamente antidemocratici, declarando de hecho como su principio fundamental la participación en las "libres elecciones" (detalle del programa que desaparecerá gradualmente a partir del desastre de las elecciones, en las que los Haces Italianos de Combate serían derrotados).

### El manifiesto de los Haces de Combate
El 6 junio 1919 fue publicado en el diario Il Popolo d'Italia el Manifiesto de los Haces Italianos de Combate a cuya stesura había colaborado activamente Alceste De Ambris.
Aquí se avanzan numerosas propuestas de reforma política y social en sentido progressista, sólo parte de las cuales se realizaron durante el periodo del Régimen (1922#-1943), y que a pesar de retomó sucesivamente durante la República Social Italiana como la socialización de las empresas y de los medios de producción quedaron sustancialmente inapplicate a causa de los acontecimientos bélicos.

## Participantes

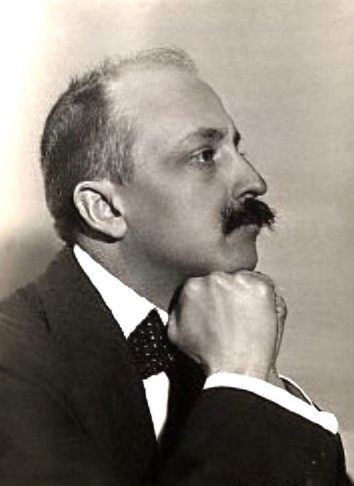
En recuerdo del adunata del 23 marzo Marinetti escribió en el 1939 El poema de los sansepolcristi

Assieme a Mussolini se encuentran reunidas por las cien a las trescientas personas, entre las cuales Italo Balbo, Emilio De Bono, Michele Blancos y Cesare Maria De Vecchi, futuros protagonistas de la Marcha sobre Roma; Manlio Morgagni, futuro presidente#-gerente general de la Agencia Stefani y personajes de diversa formación y experiencia cultural y política cuyos los núcleos más compacte estaban formados de reduci de la gran Guerra, Arditi y futuristi la cual se añadían nacionalistas, sindacalisti revolucionarios, anarquistas y republicanos. Según una ratio de polizia no fueron más que trescientas a contestar a la apelación de Mussolini interviniendo de persona a la adunata. Pero a continuación, cuando Mussolini divenne Jefa del Estado, miles de personas reivindicaron el honor de haber participado a aquella reunión fondativa del fascismo y obtuvieron, de alguna manera, un reconocimiento oficial. Según Mussolini la reunión no cogió los éxitos esperados, de altronde en los meses subsiguientes los Haces, con la excepción de Milán, a pesar de habiendo abierto secciones en diversas ciudades no obtuvieron adhesiones massicce y a las elecciones políticas italianas del 1919 sufrieron una dura derrotada.
Algunos entre aquellos que participaron a la reunión adhirieron a continuación a la antifascismo.

### Componentes de la ejecutiva delHaz de Milán
- Benito Mussolini
- Ferruccio Vecchi
- Enzo Ferrari
- Michele Bianchi
- Mario Giampaoli
- Ferruccio Ferradini
- Carlos Maravilla

### Lista de sansepolcristi
Representados y considerados presentas:
- Francesco Aliotto
- Italo Ballarini
- Alfredo Banfi
- Piero Bolzon
- Alberto Businelli
- P.P. Carbonelli
- Olao Gaggioli
- Antonio Giani
- Silvio Maurano
- Negros Nannetti
- Nanni Marcello
- Enrico Rocca
- Ottone Rosai

## Fascismo intransigente
Los ideales primigenios del sansepulcrismo, del "fascismo de la primera hora", quedaron llevados adelante, después de la "normalización" deseada por Mussolini después de su ascenso al poder, por el denominado "fascismo intransigente". Esta corriente se basaba en los ideales del fascismo previo a la marcha sobre Roma, el del escuadrismo, caracterizado por venas goliardiche, anticapitaliste, anticomuniste, anticlericales y anti#-burguesas (assente por lo tanto la connotación conservadora y filo#-burgués del fascismo "agrario" y normalizzatore), siguiendo la línea del nacionalismo revolucionario de los primeros años del movimiento mussoliniano. El fascismo intransigente entendía llevar definitivamente a cumplimiento la revolución fascista, sin aceptar ningún compromiso con el régimen precedente. En los primeros años del régimen subsiguiente a la marcha sobre Roma, el fascismo intransigente, que veía los propios leader en gerarchi como Ettore Mute y sobre todo Roberto Farinacci, el ras de Cremona, fue crítico en las confrontaciones del mismo Mussolini para vía de la suya política juzgada excesivamente accondiscendente y moderada (famosos los ataques periodísticos de tipo fascista#-intransigente al Duce dirigidas en quegli años de Curzio Malaparte), proponiendo en cambio una vuelta integral al espíritu del primissimo fascismo sansepolcrista y squadrista. En cambio, después del discurso de Mussolini del 3 de enero de 1925, por medio del cual vino definitivamente instaurada en Italia la dictadura, Farinacci continuó confirmando lealtad al Duce, y el fascismo intransigente, que había aplaudido al delito Matteotti, siguió a pesar de controvoglia el proceso de normalización del régimen fascista, quedando establemente fiel a la línea política mussoliniana. El fascismo intransigente volvió brevemente a la ribalta después del 25 de julio de 1943 y la constitución de la República Social Italiana, que representaba de iure la vuelta a los ideales socializzatori del primer fascismo.